# ワーナー・パシフィック大学
ワーナー・パシフィック大学（Warner Pacific College）は、アメリカ合衆国オレゴン州のポートランドにあるキリスト教系のリベラル・アーツ・カレッジ。北西地区大学基準協会（Northwest Commission on Colleges and Universities）の認定を受けている。1937年に創立した。チャーチ・オブ・ゴッド（アンダーソン）の加盟校である。テイバー山の南側の斜面15エーカー（0.06km²）にキャンパスを構えている。
約800人の学生が在籍しており、学生と教員の比は14:1である。大学は今後数年間で学生数を大幅に増加させようと計画している。現在、合衆国内18州と9カ国から学生が集まっている。